# 安田富男
安田 富男（やすだ とみお、1947年10月7日 - ）は、千葉県船橋市出身の騎手、評論家。
オッズの低い騎乗馬でしばしば好走を見せ、「穴男」、「泥棒ジョッキー」などと称された。史上初めてJRA全10場において重賞を勝利した記録も持つ。

## 経歴
安田は男3人、女1人の四人兄妹の次男として生まれ、父・保男は香具師やブリキ職人、子供が生まれる頃にはアルミ職人など手作業をして生計を立てていた。保男は天理教に帰依していたが、母・梅世は創価学会に入信しており、四人の子が物心つく前から祈る事の大事さを教えた。競馬とは無縁の一般家庭であったが、保男が無類の馬券好きで身上を潰したため、安田は小さい頃から競馬がどんなものか知ろうとも思わなかった。船橋市立船橋小学校時代は掛け算が7か8の段になると分からなくなるほど苦手で、勉強に興味がなく、将来の夢を描く余裕も無く「日々の生活を惰性で楽しく生きればいい」と思っていた。3年の頃から授業をさぼっては悪さをし、くず鉄や鋼を拾ってくず屋に持って行ったり、イチゴ畑に三人で入って全部食いつくしたこともあった。悪友たちと入場料を払わないで遊園地に入って遊ぶために、いつも船橋競馬場の横を通っていた。警備の薄い海側のフェンスを徘徊していたが、隣には船橋の厩舎が点在していた。そこで知り合った厩務員が小さな体を見て「騎手にならないか」と勧誘を受けた。

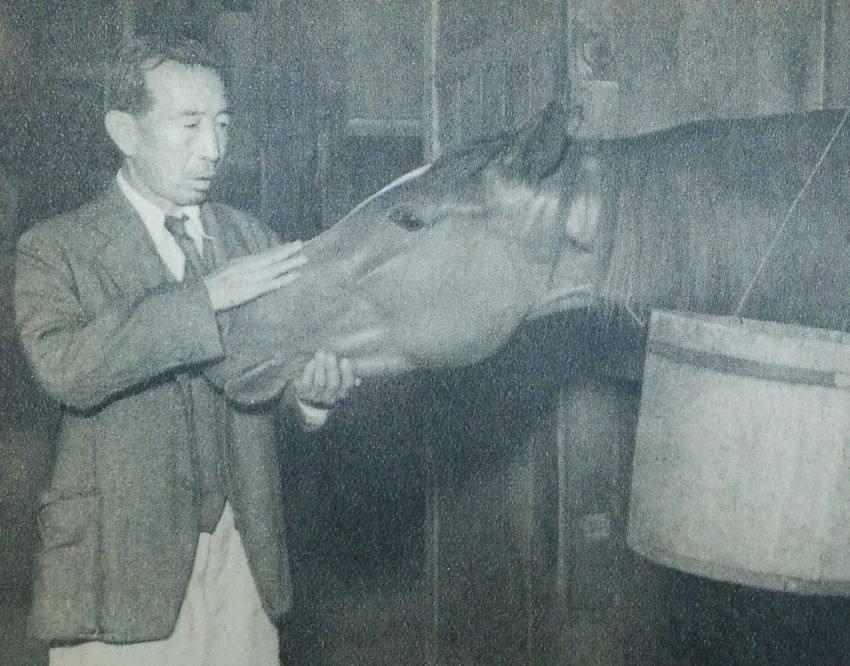
函館孫作（1947年）

船橋で調教師をしていた函館孫作の目にも留まり、実家まで函館がスカウトに来たという。学校よりも面白そうだと思った安田は、函館厩舎で働いた。しかし、従来のさぼり癖から朝3時に起きて働く仕事に1週間で飽きてしまい、辞めざるをえなくなる。帰宅してすぐ、近所にある精肉店の店主と共同浴場に行った。この時に騎手になるなら中央がいいだろうと言われ、帰宅後に梅世の前でその話をした。梅世はその頃、長男の義彦を騎手にしようと思っていたが、体が小さく運動神経もよい義彦は動物の嫌いな子供であり、二男の安田は動物なら何でも好きであった。近所にいた馬主の紹介を受け、中学在籍時より母が信仰を通して知り合いであった中山競馬場の加藤朝治郎厩舎に住み込みで働くことになる。中学1年の一学期が始まったばかりの頃で船橋市立葛飾中学校に転校し、朝夕働きながら、残りの中学生活の3分の2以上は登校しないまま送った。船橋の時とは違い厩舎から中学に通うようになったが、「テレビを見ながら白いご飯を食べられるのが嬉しかった」ため辛抱ができたという。中学3年次の1962年、二つ下の弟が電車事故で死去。安田は「何で信心していた弟が死んだんだ」と家族全員に噛みついた時期があったが、その頃は創価学会を本気で信じていなかった。
中学校でも相変わらず授業をサボるもなんとか卒業し、1963年4月に馬事公苑騎手養成長期課程に第14期生として入所した。ローマ字も読めず、掛け算も知らなかった安田は、入所試験の数学で出た一次方程式の問題を見て、「何だこりゃあ、初めて見るな」と思った。六角形の鉛筆をころがして答えを書いたら0点であったが、社会と国語は良かった。身長は115cm、体重は28kgと非常に小柄な体での入所であった。授業を受ける時は最前列の席に座らせられたが、いつも机を枕にいびきをかいていた。父兄参観日に朝次郎の息子である加藤修甫が親代わりで来てくれたこともあり、社会の先生がいつもであったら起こしてくれたが、その時は最後まで起こさなかった。授業の最後になって、「外に（加藤）先生が来てるから行け」と言われて廊下に行ったところ、修甫に殴られた。加藤朝次郎・修甫父子にあきれ返るほどに殴られてもよく仕事をサボり、遊びにも夢中になった。同期生には小島太、田島良保、目野哲也、池上昌弘、平井雄二、小柳由春らがいる。1つ下の福永洋一、柴田政人、岡部幸雄、伊藤正徳らが「花の15期生」と呼ばれて脚光を浴びるようになった時、安田らは自分たちを「ずっこけ14期生」と呼んでいたという。エリートやスターや優等生が並ぶ後輩たちとは対照的に、やんちゃな面々が揃う14期生の中で一番ずっこけていたのは安田であったという。当時は競馬の隆盛期ということもあり、担当教員に馬術の五輪候補もいるなど教官のスキルも高く、騎乗の実技から手入れの方法、厩舎作業の全般にわたって細かく指導を受けた。厩舎実習では厩舎の屋根裏部屋に寝泊まりして連日調教で汗を流したが、基本的な騎乗フォームはマスターしたものの、馬を完全にコントロールするところまではいかなかった。入学後は前述のように授業を真面目に受けないなど不真面目な面があり、一般教養の授業で後れを取っていたため、卒業試験に2度落第。小柄過ぎたために成長を待たされたこともあって、騎手免許を取得したのは小島・田島から2年遅れの1968年であった。同期では他にも池上が1年遅れの1967年、平井が3年遅れの1969年に騎手デビューを果たした。
初年度は14勝、2年目の1969年は26勝と最初こそ順調な出だしであった。騎乗フォームは鐙が短く、低い姿勢で前傾して長手綱で押さえるモンキー乗りで野平祐二のスタイルをアレンジしたアメリカ流であった。関係者からは「スタートが速く、よく追える。ペース判断もうまい」と評判も上々であったが、ある時に東京・松山吉三郎調教師からデビュー戦に臨むアラブの騎乗依頼を受けた。レースは好発から逃げ切り勝ちで意気揚々と引き揚げたが、馬を下りた直後に松山から「何で逃げ切ったんだ」と怒鳴られた。勝って怒られるのが理解できなかった安田は後に二本柳俊夫調教師に疑問をぶつけたところ、二本柳からは「逃げて勝った馬には余裕がなく、お釣りもない。中団や後方から抑えてレースをモノにすると反動も小さくて結果、成長力を促すことになり、次につながることが多いんだ」と説明を受けて目から鱗が落ちた。その後の安田は初年度の成績に慢心したことで、1970年以降4年間は1桁の勝利数を続けて低迷。騎乗依頼も目立って減っていき、2年目には308あった騎乗回数は、4年目の1971年は67回、5年目の1972年は70回という有り様であった。騎手になると「酒と女」がモチベーションとなり、新人の時にはすでに「夜の人気者」となっていたという。安田曰く「初騎乗の時には、お姉ちゃんが20人ぐらい来ていて『とみおちゃーん』って言うから、手をふったら、競馬会から怒られてね」と振り返っており、ローカル開催では長期滞在をさせてもらえず、朝まで飲んでいて調教中に馬上で寝ていたこともあった。宿舎にあてがわれた厩舎の部屋に、女の子を誘うこともあって「厩舎に女の子を泊めるなよ」と調教師に禁じられていたこともあったが、伊藤竹男厩舎の厩務員に嫁いだ姉を訪ねて足を運んでいた、美容院で働いている妹の久美子と親しくなる。ある日、安田は自分の部屋に招いた。夕食をし、話に夢中になっているうちに美容院の門限が過ぎ、朝まで二人は話を続けた。安田には久美子への特別な思いがあっただけで、やましいことはしていなかったが、修甫に見つかってしまい、安田は修甫の激しい鉄拳を浴びた。開催のある土曜日であったため、気を取り直して乗った午前のレースで落馬し、重度のむち打ち症になった。久美子が何度も病院へ見舞いに来て、石膏で首を固めた状態の安田を手厚く看護した。修甫からは「お前あの子、どうするつもりだ?」と責められ、安田は久美子を梅世が待つ実家に連れていった。ときおり本尊を、周囲の言われるままに拝むものの、本当の信心はしていない安田は、「普通の女の子ならボーイフレンドの母親が実に熱心な創価学会員なら、それが嫌で自分にも寄りつかなくなる」と思いこんでいた。安田は梅世に久美子を紹介したあと、襖越しに梅世と久美子のやり取りに耳を傾けていた。なかなか話が終わらないため、焦りながら、久美子が帰ると言いだすのを待っていた富男は、初対面の女同士の次のような会話を聞いた。梅世に「信心しますか?」と聞かれた久美子は「信心します」と返し、安田は結婚式こそ挙げられなかったが、16歳の伴侶と、21歳の自分との結婚生活をスタートさせることになった。遊び癖から借金も作ってしまい、取り立てが仕事場にも来るようになったほか、家財道具を売り払うなど生活も困窮。不安に駆られた安田は「デタラメな自分に何か規律を与えるものを」との思いで本格的に創価学会の信仰に取り組むようになり、最初は仏法の漢字が読めなかったため、意味がさっぱり分からなかったが、祈りを始めた。
1973年には長男・英男が誕生して一児の父になり、平地競走に専念し始めた1974年には14勝とデビュー年の勝利数に戻して復活し、同年4月にはノボルトウコウで小倉大賞典を制して重賞初勝利も挙げた。勝てると踏んでいた前哨戦の関門橋Sでは武邦彦騎乗のキョウエイベストにインに押し込められて完全に脚を余して3着に終わり、担当厩務員が小倉の調整ルームに酔っぱらって押し掛け、「お前には乗せない。乗りたいなら金を出せ。出さないなら、絶対に乗せない」と言ってきた。安田も負けじと「師匠（加藤）から“乗って巻き返してみろ”と承諾を得ている。絶対に乗る」と返し、その場で取っ組み合い寸前になったが、この時は居合わせた松田博資が仲介に入って事なきを得た。当時は馬運車がなく国鉄の貨車で馬をローカル場に運んだ時代であり、安田は中京→小倉とノボルトウコウに帯同して、ほとんどのレースに騎乗したほか、乗り運動から厩務作業までやっていた。デビュー前の馴致から付き合ったノボルトウコウに引き続き騎乗し、小倉大賞典当日は1番人気に支持された。前後の事情から失敗は許されない状況であったが、前半は折り合いに専念、後半は巧みなコーナーワークで先行勢を射程圏に入れ、直線軽く仕掛けると力強く突き抜けた。後に安田は、1994年に行われたインタビューの中で「もし信心していなかったら、俺もう騎手はやめていたと思う。それだけは間違いないよ」と語っている。田原成貴原作・土田世紀作画による漫画「競馬狂走伝ありゃ馬こりゃ馬」に登場する「前田富夫」のモデルとされているが、田原はモデルの存在を否定している。
1975年の新潟記念では4歳牝馬の上がり馬ハセマサルに騎乗。前走の赤倉特別（500万下）で初めてコンビを組み快勝、個性をしっかりと把握。下級条件勝ちから一気に重賞挑戦ということで当日は9番人気止まりで、1番人気はオークス馬で前年の優勝馬ナスノチグサであった。ハセマサルは好スタートを切ったが、レースは平均ペースで流れたため、脚を温存する作戦に切り替えインで待機。4コーナー手前から好位にポジションを上げたが、絶好の手応えを保ちつつ仕掛けのタイミングを探った。当時は開催終盤であり、移動柵がない野芝のコースは2開催連続使用で内めを中心にかなり荒れていた。いつもなら得意のインコースを突く作戦を取ったはずであったが、この日は状態が良好な馬場の真ん中に馬を誘導。野平をイメージした低い前傾姿勢のモンキースタイルから懸命に追い出すと、49kgの軽量も味方して末脚が全開となり、豪快なアクションで人気馬を後方に追いやった。2着スガノホマレに1馬身1/4差、大本命ナスノチグサ（3着）には3馬身1/4差をつける快勝で、単勝オッズが下から3番目の馬の激走にスタンドは唖然となった。
1976年には菊花賞でグリーングラスに騎乗し、単勝12番人気ながらテンポイント・トウショウボーイ・クライムカイザーといった強豪を破って優勝。生涯唯一のGI級レース及び八大競走制覇を果たし、これが唯一の京都での重賞勝ちとなった。グリーングラスはデビュー前の福島入厩時から精悍で力強い動きに魅了され、面識があった半沢吉四郎オーナーに連絡を取って騎乗依頼したが、諸事情で最初の鞍上は郷原洋行になった。安田に最初に騎乗オファーが来たのは6戦目のあじさい賞で、得意のパワー優先の重馬場も味方して鮮やかな差し切り勝ちを収め、デビュー前の印象は間違いではなかったことを確信していた。安田は「菊花賞に乗れる可能性がある」だけで有頂天になり、菊花賞と同じ日には東京で主戦を務めてきたプレストウコウが特別レースに出走を予定していたが、二者択一を迫られた安田はグリーングラスを選んだ。まだ出走が確定していない4日前の11月10日に自宅に友人知人10数人を集め、菊花賞の前祝いでどんちゃん騒ぎをやったという。部屋にはファンの人物が沢山買ってきた色とりどりの菊の花が飾られ、築地から魚を仕入れて板前も呼ばれた。その席で「絶対に単勝を買うんだ」と意気込むファンに「いや、複勝にしろ」と言ったが、周囲は皆、勝てる勝てると言い、母の梅世まで勝てると言った。本番当日は前日夜半にかなり降った雨による馬場の悪化に密かな希望を抱く。早朝に自らの足で芝コースを歩いて緩み具合を確認し、競馬開始後は関係者席から各レースの馬や騎手の動きを凝視した。この年に初めて30勝台となる31勝を挙げ、全国18位に躍進。それから年によってばらつきはあったが、着実に勝ち星を伸ばして成績も安定していく。以降は関東の中堅騎手として定着し、主にローカル開催を中心に騎乗を続けた。
1977年のアメリカJCCではグリーングラスの行く気に任せて欅のところから先頭に立ち、前年秋の天皇賞馬アイフルやニッポーキングを向こうに回す。3コーナー大捲りから直線粘り込むという強い競馬で2着のヤマブキオーに2馬身1/2の差を付け、2分26秒3のレコードタイムで完勝したが、日本経済賞では嶋田功に乗り替わりとなった。
乗り替わりは中山での追い切りの時に告げられ、あまりに大きいショックから仕事を放棄してそのまま帰宅し、2、3日も家に引きこもった。涙も出ず、目の前が真っ暗になり、呆然となったが、ファンの一人が自衛隊習志野航空隊の体験搭乗に連れて行き、ヘリコプターに乗って競馬場の方にも回ってくれた。 薄暗い時間帯で下の家々に灯りがついていたが、司令官が「上から見たら家なんか小さいだろ。灯りがついて、幸せそうに見える。でもそのなかで、みんな苦労してるんだぞ」と言ったのを聞いて、「そうだなあ。みんなこうやって苦労して、そのなかでも頑張って生きてるんだから、俺も負けちゃいけねえな」と思い、立ち直った。 
カシュウチカラに騎乗する事となった日本経済賞では、ムキになって何がなんでもグリーングラスの内から潜ろうとしたが、1コーナーを回るところですぐに落馬。安田は「やっぱり馬のことも考えて乗らなきゃ、憎しみで競馬乗るとこんな破目になるな」と気がついて反省した。
8月には8番人気のミトモオーで新潟記念を制するが、ミトモオーは7歳牝馬で「年齢的に大きな上がり目はない」という前評判であったが、安田は前2走のビデオをじっくりと観察。どちらも残り800m地点で動き始めてゴール手前150m付近で脚色が鈍って失速していたことを発見し、巻き戻し再生を繰り返しているうちに、推理が確信めいたものに変化。当日は不良馬場で、スタートは引っ張らずに出し、前半は馬任せでリズム良く走らせた。ポジションは中団内めで、我慢に我慢を重ねると、直線残り300m地点でゴーサインを出した。馬場の外に持ち出すと、狙い通りに末脚がはじけ、早めに抜け出した2着インタースペンサーを2馬身突き放し、人気を集めたテイタニヤは4着、メイワロックは10着に敗れた。単勝は1260円、枠連は同枠に人気馬がいたため1310円であったが、スタンドは大きくどよめいた。レース前から自信があった安田は、親交が深かった新聞記者には「絶対に勝つ」と言ったが、その記者は「俺がお前の馬券を買うと負ける。今回も買わないよ。」と相手にしなかった。安田を信じた知人は100万円単位で儲け、毎晩のように飲みに連れて行かれた。
1978年のクイーンカップを14頭中14番人気のキクキミコで勝利するが、キクキミコは前走の葉牡丹賞では追い込んで快勝したものの、安田は道中の手応えからスピード能力の高さを感じていた。出馬表をチェックすると、逃げ馬不在と分かり、脚質転換で大逃げを打つ奇襲策に出ようと考える。あまりハミを強くかけない状態で馬を促し、折り合いをつけつつ楽に先頭に立ち、熟練のテクニックで緩いペースの逃げを演出。直線では残り2ハロンで軽くムチを入れて一見脚色が鈍ったように見せるが、他の騎手はそれに幻惑され、仕掛けのタイミングが遅れる。そのまま逃げ切り、単勝配当は8410円を記録。安田は以前にキクキミコのオーナーに負けた持ち馬の外れ馬券を大量に見せられたことがあり、それらを帳消しにした。同年はアサヒダイオーでカブトヤマ記念も制し、明け5歳の1979年から引退まで一線級相手に堅実な走りを見せた。アメリカJCCではレースの3強の一角のカネミノブを崩し、グリーングラスの2着の座を脅かす3着、目黒記念（春）ではサクラショウリに肉薄する2着、安田記念でも2着、天皇賞（秋）ではスリージャイアンツとメジロファントムとのデッドヒートからは離されたが、13頭中11番人気で人気どころには全て先着する3着と健闘。
1981年には当時の一流馬が顔を揃えた毎日王冠を9番人気のジュウジアローで追い込んできてファンを呆然とさせたという。レースはハギノトップレディが下馬評通りにハナに行き、5ハロン57秒4のハイペースで逃げた。この速い流れがジュウジアローにチャンスを与え、焦らず迷わずに内めの好位4番手を追走。直線半ばで失速するハギノ以下の先行勢を巧みに捌きながら内めを進出し、残り1ハロンから早めに仕掛けたメジロファントム（3着）を目標にワンタイミング遅らせてゴーサインを出した。しっかり脚がたまっていたジュウジアローは予想以上の脚を繰り出し、あっという間に先頭に立ち、さらに外からアンバーシャダイが迫ってきたが、これをクビ差抑えての大番狂わせの勝利。伝統の重賞で単勝配当は2260円を数え、穴ジョッキーの知名度はこのレースでさらに大きくなった。前走のオールカマーでは牝馬に弱いホウヨウボーイを抑え、勝ったハセシノブとのワンツーとなる2着に入っていた。4歳時の1980年には優駿牝馬でケイキロクの4着、エリザベス女王杯ではハギノの4着に入っており、安田とのコンビでは新潟大賞典、牝馬東タイ杯、カブトヤマ記念などにも勝利している。同年には師匠の加藤朝治郎が亡くなったため、息子の加藤修甫厩舎に所属。12歳年上の修甫は安田を弟のように可愛がったが、何かにつけて反抗的な態度をとる安田を殴って叱ることもあった。
1982年には朝日杯3歳ステークスを7番人気のニシノスキーで制してGI級レース2勝目、1984年の阪神4歳牝馬特別を8番人気のダイナシュガーで制すなど伏兵馬で重賞を勝っていった。ニシノスキーはマルゼンスキー産駒のデビュー3戦目で、下馬評は実力伯仲の大混戦であり、ビンゴカンタが人気を集めた。デビュー3戦目で新馬を勝っただけのニシノスキーは7番人気の伏兵評価であったが、安田の脳裏には朝日杯で鮮烈なレコード勝ちをした父マルゼンスキーが浮かぶ。ここは思い切って大逃げを打とうと決め、ダッシュで作戦通り先頭に立つ。前半3ハロン35秒1、5ハロン58秒3とペースは遅くなかったが、後続に脚を消耗させる流れでもあった。その後も同様のラップで逃げて、直線は内ラチぴったりで、急坂を上がってから両腕とムチをフル稼働させ馬を追った。ニシノスキーの脚色は一杯であったが、無限のパワーを誇った父の血を搾り出した格好でもうひと粘りし、2番手追走のスピードトライの猛追をクビ差抑え切った。単勝1380円、連複3930円とまたしても大舞台で高配当を叩き出したが、ニシノスキーは以後は未勝利で引退している。
1985年からはフリーとなり、同年には渡米してアメリカのジョッキーライセンスを取得。有力馬の依頼が増えた1987年には自己最高の59勝を挙げて全国8位に付け、生涯唯一のベスト10入りも経験した。GIでもユーワジェームスで菊花賞3着・有馬記念2着、アサカツービートで天皇賞（秋）3着であった。ユーワジェームスは、乗り替わりでの活躍が多かった安田には珍しく現役全レースを騎乗した馬であった。デビュー前から背中が柔らかく、凄い能力を感じ、本当は柴田政人が乗る予定であったが、安田が色々とアピールしてずっと乗せてもらった。ニュージーランドT4歳S出走時には馬の体調が不十分でマスコミ関係者に「絶対来ないから買わない方がいい。もし来たら坊主になるよ」と公言したが、その宣言とは裏腹に、展開が向いたことと能力が違ったことであっさりと差し切り、唯一の重賞勝ちを収めた。菊花賞ではロングスパートを見せて3着に入り、勢いを維持して挑戦した第32回有馬記念は高い支持を集めた4歳勢でも伏兵評価の7番人気であった。スタート直後にメリーナイスが落馬し、レジェンドテイオーが緩い流れで馬群をリードする展開となり、ユーワジェームスは内めの経済コースでスタミナを温存。さらに一気にペースアップした2周目4コーナー手前でサクラスターオーが競走を中止し、ファンの悲鳴と歓声の中を残った14頭は直線に向かう。ユーワジェームスは絶好の手応えのまま内めを突いて伸びたが、勝てると思ってゴール前で頭が真っ白になったことで人馬のバランスが崩れ、走りに乱れが出た。その間隙を突いて死角の外を伸びてきたメジロデュレンに半馬身及ばずの2着に終わり、枠連4-4は1万6300円の大波乱となったが、安田は悔しくて情けなくて朝まで飲んだ。アサカツービートは準オープンで負けてからの天皇賞挑戦で、人気は14頭中13番人気の低評価であったが、テン乗りの安田が大健闘の3着に導いた。フジテレビ「スーパー競馬」で、解説の井崎脩五郎は「マサカツービート」と驚いた。GI以外では、ロータリーザハレーで函館のタマツバキ記念を制し、JRA全10場中9場目の重賞勝利を挙げる。
1988年もスプリングステークスに勝って5戦4勝のモガミナインが皐月賞で1番人気になるも6着、東京優駿も7着に終わった。1988年の皐月賞は東京の芝2000ｍで行われ、スタート直後の2コーナーの急カーブで他馬に外から斜行されるアクシデントに遭う羽目になり、まだ若かった武豊に進路を妨害されてしまった。
1989年の京成杯ではスピークリーズンに騎乗し、直線でロスなく内から鋭い末脚を使って重賞初制覇に導き、平成初のJRA関東地区重賞競走勝利騎手となった。スピークリーズンは通算13戦中8戦に騎乗し全4勝を挙げた、抜群の相性を誇る馬であった。京成杯を素晴らしい瞬発力で差し切り勝ちしたが、同年の皐月賞では同じオーナーの所有馬で尾形充弘厩舎所属のルーミナススマイルを選択。結果はスピーク6着に対してルーミナスは16着に終わり、次走の東京優駿もルーミナスは15着と大敗し、スピークは大崎昭一とのコンビで再度一桁着順の8着を確保。安田は流れから再騎乗は諦めていたが、函館記念は尾形やオーナーの厚意でコンビが復活。2週間前に函館入りしたスピークリーズンは肩の出が良くなく、歩様も悪かった。最終追い切りでも反応が鈍く、取材に来た記者には「コレじゃ全然ダメだ」と感触を話した。このコメントがオッズに反映して当日は6番人気の過小人気であったが、最後のひと追いで同馬は週末にかけて気合乗りが一変、調子が上向き、レースでも手綱から伝わる手応えは想像以上に良かった。距離は守備範囲より少し長かったため、内ラチ沿いの経済コースを意識して走らせた。前半5ハロン通過は58秒8と緩みないペースで流れたのも幸運となり、巧みなコーナーワークで直線も狙っていたインを強襲。好位から粘り込む1番人気グランドキャニオン（2着）を一気に交わして重賞2勝目を挙げたが、レース前にはオーナーにさえ「馬券は見送った方がいい」と言っていたほどで、レース後は照れくさかった。
1993年にはユキノビジンで桜花賞・優駿牝馬ともにベガの2着に入り、二冠牝馬の引き立て役になった。1995年には毎日王冠をスガノオージで逃げ切るが、主戦の大崎が同日の京都大賞典でダイゴウソウルに騎乗することによる乗り替わりであった。レースは6枠9番の外めの枠ながら、上滑りする馬場を好発進し、ハミ受けの良さを見せ、内ラチ沿いを軽快なストライドで進んだ。前半5ハロン61秒0のマイペースで走って、楽な手応えで長い直線に向かった。坂を上がってから残り200mで懸命に追い出されると粘り腰を発揮し、道悪でバランスを崩すライバル陣を尻目に水かきがついているかと錯覚するように再加速しての逃げ切り勝ち。トロットサンダー、サクラチトセオー、ジェニュインら大物をまとめて抑え込んだ会心の勝利であった。この頃は馬券の売り上げも上がり出走頭数も増えており、スガノオージの単勝は6040円、馬連で2万940円の高配当を叩き出した。一方の大崎はスガノオージを管理する上原博之調教師に丁寧な断りの電話を入れ、「天皇賞は空いていますから」と付け加えていた。京都大賞典のダイゴウソウルもヒシアマゾンから0秒5差の4着と健闘し、大崎はその後の電話で上原に「僕はいいですから、天皇賞には富男さんを…」と告げ、結局天皇賞も安田がスガノオージに騎乗することとなった。
1996年には同じ上原の管理馬ノーブルグラスで札幌スプリントステークスを制し、史上初となるJRA全場重賞勝利を達成。ノーブルグラスは11頭中3番人気であったが、最内枠が災いして出負け、後方からの競馬を余儀なくされた。それでも前半3ハロン33秒1とレースは流れて、差し馬にもチャンスが生まれた。まくり気味にスパートをかけて直線懸命に追い出すと、馬はこれに応えて最速上がり35秒1を繰り出し、あっという間に先頭に立つ。記録達成がかかっているだけに、その後も新人騎手のように押しまくり、ゴールでは2着オギティファニーに3馬身差を付ける完勝劇であった。競走後にはファンから「富男」コールで祝福され、シーズン終了後には東京競馬記者クラブ賞特別賞を受賞した。
1997年にはシルクライトニングで皐月賞2着に入るが、東京優駿でスタート直前に落鉄して発走除外。1998年のエリザベス女王杯では14番人気のナギサに騎乗し、エアグルーヴ、メジロドーベル、エリモエクセルなどの強豪がひしめき合う中、逃げて大健闘の4着に導いた。
1999年に大崎が引退したことに伴い現役最年長騎手となったが、晩年は肝臓を患って酒を控えながら騎乗を続けていた。40代後半から長年のアルコール暴飲のツケが肝臓をむしばみ、毎週末、肝臓を洗浄する注射を打って馬にまたがっていた。2000年は騎手生活33年間で初めて半年間も勝てず、安田記念前日の6月3日に東京第12競走5歳以上500万下・レビューバンタムで未勝利を脱す。安田は3コーナー手前で、自ら腰を落として手綱を引っ張る不利を被りながらも、4コーナーのコーナリングを利用してインを攻め上げ、何とか掴んだ勝利であった。安田はゴールの瞬間、無我夢中でゴール板を過ぎ、そのまま懸命に馬を追い続けた。
2001年には騎乗数が少なくなっていき、福島開催の最終週の土日に騎乗馬が1頭もいなかったことがきっかけとなり、7月の終わりに引退を表明。
同年9月2日付で現役を引退したが、当日は第2回最終日の新潟で騎乗し、午前中に2勝を挙げたほか、昼休みには引退式が行われた。第4競走3歳未勝利・バンダムプレジャーが最後の勝利となり、第11競走新潟2歳ステークス・メイセイプリマ（10頭中8着）が最後の騎乗となった。

### 引退後
引退翌日の9月3日に競馬予想会社「シンクタンク」情報ルートに就任。デイリースポーツ評論家としても活動していたが、「やはり馬に関わる仕事がしたい」と一念発起。栃木県那須郡那須町の「貴悦牧場」で場長などをしながら経験を積み、ノウハウを得て独立。那須塩原市の地方競馬教養センター内に競走馬の育成牧場「TOMY」を開設し、夫人と従業員2人を合わせた4人で運営。全15馬房で、敷地内から出る温泉が利用できる恵まれた環境にあり、安田は765mの坂路（ウッドチップ）コースと1100mのダートコースで、毎日午前6時から4時間も休まず騎乗。南関東・浦和の認定厩舎（外厩）にも認定されており、何頭か管理もしている。預託馬が出走する時は、時間が許す限り競馬場に赴き、JRAの競馬場にも頻繁に足を運び、関係者とのパイプの維持、自らのモチベーション向上に努めている。2014年には脳梗塞で倒れたが、現在は回復している。

## エピソード
- 夏のローカルは開放的で、繁華街が充実していたため好きであった。調整ルームの入出管理が現在ほど厳格ではない頃は「厩舎で食事をする」という理由での外出が可能であり、1970年代から1990年代にかけてファンクラブの会長が札幌・すすきのの飲食店を多数経営していた馬主であったため、週中の夜は皆勤状態であった[46]。
- 北海道シリーズ時は食事の旨さから一番の活力となり、当然、資金も際限なく必要になるため、競馬は中央開催よりも気合が入った。某年夏に記録した札幌出張2開催（8週間）の出費は約600万円であった[46]。
- 寝ずの豪遊は体力を奪い、騎乗予定馬の早朝の調教にまともに乗ることができず、多くの関係者に迷惑をかけた。朝まで飲んで宿舎に帰ってくるため、まず最初に連絡が取れないように部屋の電話線を引き抜いた。その後は当然熟睡し、酷い時は週に1回ぐらいしか調教に出なかった。それで随分騎乗馬を減らした年もあったが、体調は週末に備えてピークには持っていった[46]。

## 史上初のJRA全場重賞制覇
1996年にはノーブルグラスで札幌スプリントステークスに優勝し、史上初のJRA全場重賞勝利を達成。国営競馬時代の1952年に中京が開場されて全10場（当時休止中の横浜と宮崎は含まず）が整備されて以来初めての記録であり、夏場を除き、トップ騎手は大競走が多く組まれる東京・中山・京都・阪神に騎乗が集中することが多いため、自ら「この記録は有名人じゃできないでしょう。脇役じゃないとね。だから、落ちこぼれの勲章ですよ。」と語っている。なお10場制覇のうち、重賞初勝利を挙げたノボルトウコウ一頭で3場分の勝利を挙げている一方で、京都での重賞制覇は菊花賞ただ1つのみであった。ノボルトウコウは当時から安田の好みの馬で、引退後に種牡馬となった際には、産駒の馬主と中央での受け入れ先厩舎を確保するため、関係者に依頼して回った。自身も「忘れられない馬」と語っている。
| 勝利年 | 施行場 | 競走名                   | 優勝馬名           |
| ------ | ------ | ------------------------ | ------------------ |
| 1996年 | 札幌   | 札幌スプリントステークス | ノーブルグラス     |
| 1987年 | 函館   | タマツバキ記念           | ロータリーザハレー |
| 1975年 | 福島   | 七夕賞                   | ノボルトウコウ     |
| 1974年 | 新潟   | 関屋記念                 | ノボルトウコウ     |
| 1978年 | 中山   | クイーンカップ           | キクキミコ         |
| 1976年 | 東京   | 目黒記念（春）           | ハクバタロー       |
| 1975年 | 中京   | 中日新聞杯               | サンポウ           |
| 1976年 | 京都   | 菊花賞                   | グリーングラス     |
| 1984年 | 阪神   | 報知杯4歳牝馬特別        | ダイナシュガー     |
| 1974年 | 小倉   | 小倉大賞典               | ノボルトウコウ     |

- それぞれの競馬場の重賞初勝利時のみを記載する。

## 成績

### 騎乗成績
| 年     | 区分 | 1着 | 2着 | 3着 | 4着以下 | 出走数 | 勝率 | 連対率 |
| ------ | ---- | --- | --- | --- | ------- | ------ | ---- | ------ |
| 1968年 | 平地 | 13  | 4   | 19  | 90      | 121    | .107 | .140   |
| 1968年 | 障害 | 1   | 4   | 7   | 12      | 24     | .042 | .208   |
| 1968年 | 計   | 14  | 8   | 26  | 102     | 145    | .096 | .152   |
| 1969年 | 平地 | 24  | 21  | 44  | 188     | 277    | .087 | .162   |
| 1969年 | 障害 | 2   | 2   | 4   | 23      | 31     | .065 | .129   |
| 1969年 | 計   | 26  | 23  | 48  | 211     | 308    | .084 | .159   |
| 1970年 | 平地 | 3   | 4   | 9   | 88      | 104    | .029 | .067   |
| 1970年 | 障害 | 2   | 2   | 4   | 15      | 23     | .087 | .174   |
| 1970年 | 計   | 5   | 6   | 13  | 103     | 127    | .039 | .087   |
| 1971年 | 平地 | 3   | 2   | 6   | 54      | 65     | .046 | .077   |
| 1971年 | 障害 | 0   | 0   | 0   | 2       | 2      | .000 | .000   |
| 1971年 | 計   | 3   | 2   | 6   | 56      | 67     | .045 | .076   |
| 1972年 | 平地 | 7   | 6   | 3   | 54      | 70     | .100 | .186   |
| 1973年 | 平地 | 7   | 14  | 16  | 98      | 135    | .052 | .156   |
| 1973年 | 障害 | 1   | 0   | 1   | 3       | 5      | .200 | .200   |
| 1973年 | 計   | 8   | 14  | 17  | 101     | 140    | .057 | .157   |
| 1974年 | 平地 | 14  | 16  | 13  | 155     | 198    | .071 | .152   |
| 1975年 | 平地 | 26  | 22  | 16  | 131     | 195    | .133 | .246   |
| 1976年 | 平地 | 31  | 26  | 31  | 176     | 264    | .117 | .216   |
| 1977年 | 平地 | 16  | 19  | 17  | 149     | 201    | .080 | .174   |
| 1978年 | 平地 | 28  | 27  | 23  | 143     | 221    | .127 | .249   |
| 1979年 | 平地 | 19  | 21  | 29  | 161     | 230    | .083 | .174   |
| 1980年 | 平地 | 25  | 43  | 37  | 173     | 278    | .090 | .245   |
| 1981年 | 平地 | 25  | 18  | 23  | 168     | 234    | .107 | .184   |
| 1982年 | 平地 | 34  | 24  | 19  | 178     | 255    | .133 | .227   |
| 1983年 | 平地 | 43  | 33  | 34  | 220     | 330    | .130 | .230   |
| 1984年 | 平地 | 37  | 41  | 38  | 253     | 369    | .100 | .211   |
| 1985年 | 平地 | 32  | 45  | 37  | 250     | 364    | .088 | .211   |
| 1986年 | 平地 | 40  | 43  | 46  | 250     | 379    | .106 | .219   |
| 1987年 | 平地 | 59  | 38  | 44  | 256     | 397    | .149 | .244   |
| 1988年 | 平地 | 36  | 42  | 40  | 289     | 407    | .088 | .192   |
| 1989年 | 平地 | 28  | 26  | 23  | 198     | 275    | .102 | .196   |
| 1990年 | 平地 | 9   | 11  | 17  | 166     | 203    | .044 | .099   |
| 1991年 | 平地 | 21  | 27  | 27  | 167     | 242    | .087 | .198   |
| 1992年 | 平地 | 24  | 15  | 14  | 131     | 184    | .130 | .212   |
| 1993年 | 平地 | 19  | 26  | 21  | 169     | 235    | .081 | .191   |
| 1994年 | 平地 | 24  | 20  | 18  | 177     | 239    | .100 | .184   |
| 1995年 | 平地 | 20  | 23  | 24  | 202     | 269    | .074 | .160   |
| 1996年 | 平地 | 26  | 19  | 23  | 280     | 348    | .075 | .129   |
| 1997年 | 平地 | 22  | 24  | 28  | 242     | 316    | .070 | .146   |
| 1998年 | 平地 | 17  | 25  | 24  | 247     | 313    | .054 | .134   |
| 1999年 | 平地 | 10  | 13  | 17  | 246     | 286    | .035 | .080   |
| 2000年 | 平地 | 4   | 9   | 13  | 160     | 186    | .022 | .070   |
| 2001年 | 平地 | 6   | 9   | 8   | 80      | 103    | .058 | .146   |
| 計     | 平地 | 752 | 756 | 796 | 5,989   | 8,293  | .091 | .182   |
| 計     | 障害 | 6   | 8   | 16  | 55      | 85     | .071 | .165   |
| 計     | 総計 | 758 | 764 | 812 | 6,044   | 8,378  | .090 | .182   |

|            | 日付           | 競馬場・開催  | 競走名         | 馬名           | 頭数 | 人気 | 着順 |
| ---------- | -------------- | ------------- | -------------- | -------------- | ---- | ---- | ---- |
| 初騎乗     | 1968年3月9日   | 3回中山4日1R  | 4歳未勝利      | ハギラツキー   | 10   | 9    | 10着 |
| 初勝利     | 1968年3月16日  | 3回中山6日3R  | 4歳以上50万下  | ホースワン     | 7    | 6    | 1着  |
| 重賞初騎乗 | 1969年4月6日   | 2回中山4日11R | アラブ王冠・春 | キビタキ       | 10   | 10   | 7着  |
| 重賞初勝利 | 1974年4月14日  | 1回小倉8日8R  | 小倉大賞典     | ノボルトウコウ | 15   | 1    | 1着  |
| GI級初騎乗 | 1975年12月14日 | 5回中山6日9R  | 有馬記念       | ノボルトウコウ | 13   | 11   | 9着  |
| GI級初勝利 | 1976年11月14日 | 5回京都4日9R  | 菊花賞         | グリーングラス | 21   | 12   | 1着  |

### 主な騎乗馬
※括弧内は安田騎乗時の優勝重賞競走、太字はGI級レース、斜体は当時統一格付けのない地方主催の交流競走。
- ノボルトウコウ（1974年小倉大賞典・関屋記念、1975年七夕賞）
- サンポウ（1975年中日新聞杯）
- ハセマサル（1975年新潟記念）
- ハクバタロー（1976年目黒記念 (春)）
- グリーングラス（1976年菊花賞、1977年アメリカジョッキークラブカップ）
- ミトモオー（1977年新潟記念）
- キクキミコ（1978年クイーンカップ）
- プレストウコウ（1978年毎日王冠）
- アサヒダイオー（1978年カブトヤマ記念）
- ジュウジアロー（1980年牝馬東京タイムズ杯、1981年新潟大賞典・毎日王冠、1982年カブトヤマ記念）
- トドロキヒホウ（1982年オールカマー）
- ニシノスキー（1982年朝日杯3歳ステークス）
- ダイナシュガー（1984年報知杯4歳牝馬特別）
- アサカサイレント（1985年オールカマー）
- キッポウシ（1986年カブトヤマ記念）
- ユーワジェームス（1987年ニュージーランドトロフィー4歳ステークス）
- ロータリーザバレー（1987年タマツバキ記念）
- サークルショウワ（1988年クイーンカップ）
- カイラスアモン（1988年東京新聞杯）
- モガミナイン（1988年スプリングステークス）
- ダイナアルテミス（1988年牝馬東京タイムズ杯）
- スピークリーズン（1989年京成杯・函館記念）
- ノーモアスピーディ（1990年京成杯）
- マルマツエース（1992年エプソムカップ）
- ユキノビジン（1993年クイーンステークス）
- ペガサス（1993年福島記念）
- カリブソング（1994年ブリーダーズゴールドカップ）
- ホッカイセレス（1994年中山牝馬ステークス）
- スガノオージ（1995年毎日王冠、1996年カブトヤマ記念）
- ノーブルグラス（1996年札幌スプリントステークス）

その他
- アサカツービート（1987年天皇賞 (秋)3着）
- オフサイドトラップ（1997年東京新聞杯3着、中山記念・ダービー卿チャレンジトロフィー2着、1998年新潟大賞典2着・エプソムカップ3着）
- シルクライトニング（1997年皐月賞2着）
- カシュウチカラ
- キヨヒダカ（1982年ダービー卿チャレンジトロフィー2着）
- クシロキング
- グルメフロンティア
- ケイワンバイキング
- ダイナカール
- ダスゲニー
- タマモクロス
- タレンティドガール
- ノーザンレインボー
- メイショウモトナリ
- メジロライアン
- リーゼングロス
- レジェンドテイオー
- ローゼンカバリー

## 著書
- 『泥棒ジョッキー・安田富男の競馬に勝つ!』（KKベストセラーズ、1991年）ISBN 4584181179
- 『安田富男のジョッキーぶった斬り!』（イーストプレス、2004年）ISBN 4872574427